# Nemeia

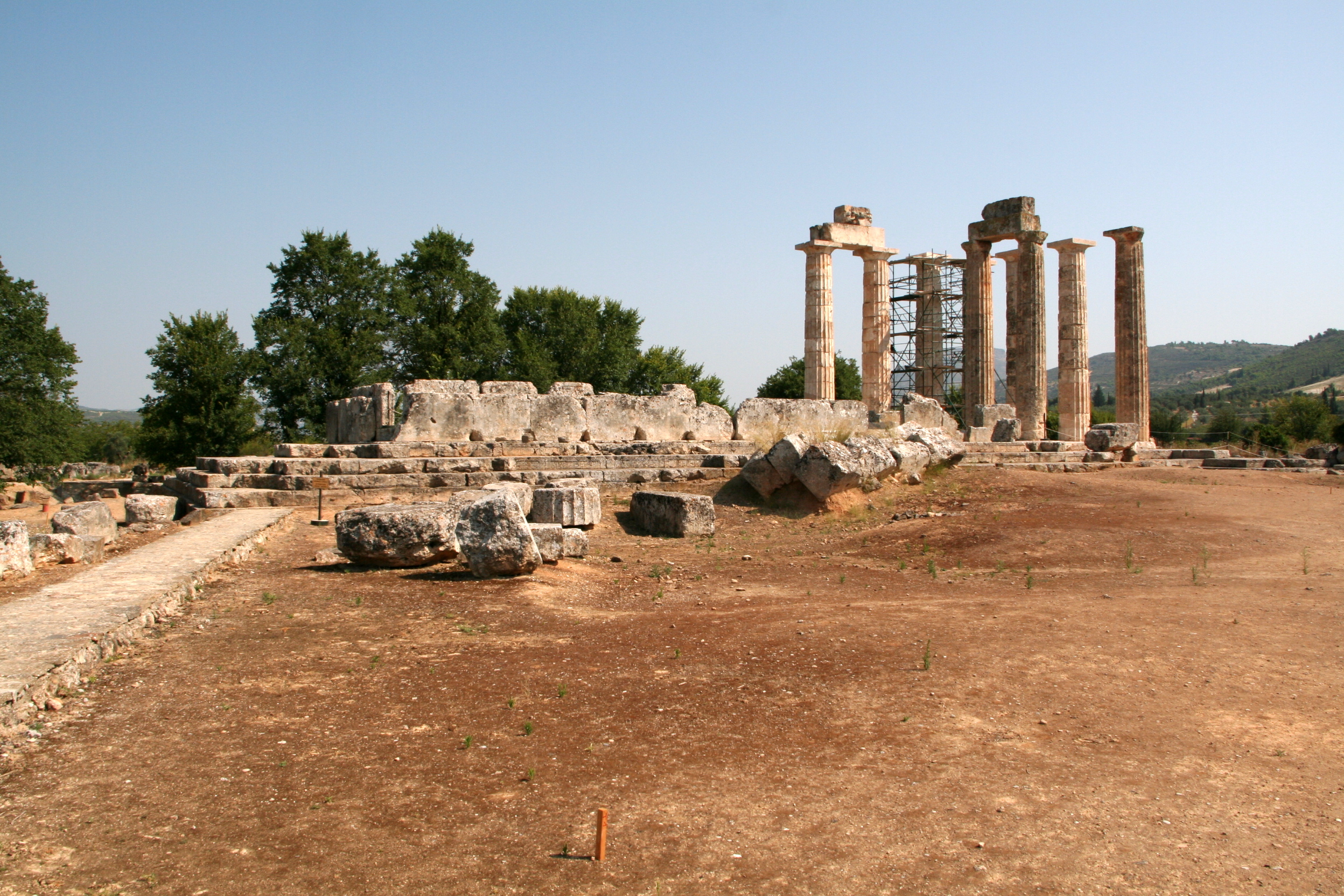
Templo de Zeus em Nemeia

Nemeia (/ˈniːmiə/; em grego:  Νεμέα), também Nêmea (português brasileiro) ou Némea (português europeu), é um local antigo na parte nordeste do Peloponeso, na Grécia. Anteriormente parte do território de Cleonae em Argólida, está hoje situado na unidade regional de Coríntia. A pequena vila de Archaia Nemea (anteriormente conhecido como "Koutsoumadi" e, em seguida, "Iraklion") está imediatamente a sudoeste do sítio arqueológico, enquanto a nova cidade de Nemeia fica a oeste.
De acordo com a mitologia grega, foi neste local que Herácles venceu o Leão de Nemeia de Hera, além da região também ter sido a sede durante a Antiguidade dos Jogos Nemeus.